# Orquídia de Singapur
L'orquídia de Singapur (Vanda teres × Vanda hookeriana), Vanda Miss Joaquim, Vanda de la Princesa Aloha o també anomenada erròniament com Vanda Miss Agnes Joaquim és una orquídia híbrida cultivada que pertany al gènere Papilionanthe. Per la seva resistència i qualitat de floració durant tot l'any, va ser triada el 15 d'abril de 1981 per a representar la singularitat i la cultura híbrida de Singapur. Actualment també és la flor nacional de Singapur. També va ser l'emblema del Partit Progressista de Malàisia durant la dècada dels 40.

## Característiques
És una planta de floració lliure, en la qual cada inflorescència pot tenir fins a dotze capolls i, generalment 4 flors a la vegada. Cada flor mesura uns 5 centímetres d'amplada i 6 de longitud. Els pètals es presenten torçats de tal manera que la superfície posterior sovint es recolza en altres flors. Els dos pètals superiors, així com ho és el sèpal, són de color rosa violaci, mentre que els dos sèpals laterals presenten color malva pàl·lid a les meitats inferiors. El centre de la flor té forma de ventall i presenta un color violeta rosat amb el centre de color taronja. L'orquídia és una planta força robusta que requereix una important fertilització i força hores d'insolació, així com un suport vertical que li permeti un creixement recte. També requereix una elevada humitat i estar a l'aire lliure. Sol florir quan la tija s'eleva entre 40 i 50 centímetres.

## Història
Ashkhen Hovakimian (Agnes Joaquim) va cultivar, al seu jardí, l'orquídia, motiu pel qual porta el seu nom. La planta va ser reconeguda com a híbrid no només per l'expert en orquídies Henry Ridley l'any 1893 i novament el 1896, sinó també per altres cultivadors d'orquídies contemporanis, així com en revistes especialitzades sobre orquídies, inclosa la Orchid Review. La llista completa d'híbrids d'orquídies de Sander, que distingia entre híbrids naturals i artificials, va incloure l'orquídia de Singapur com a híbrid artificial. la Vanda Miss Joaquim és un encreuament entre l'orquídia birmana Vanda teres (actualment anomenada Papilionanthe teres) i l'orquídia malaia Vanda hookeriana (actualment anomenada Papilionanthe hookeriana), però no va descobrir quina de les dues espècies va produir les llavors i quina en va proporcionar el pol·len. L'híbrid es va mostrar a Henry Ridley, el director dels Jardins Botànics de Singapur. Ridley va examinar la planta, i en va fer un esbós. Posteriorment va enviar una descripció a la publicació Gardeners Chronicle que deia: Fa uns anys, la senyoreta Joaquim, una dama resident a Singapur, coneguda pel seu èxit com a horticultora, va aconseguir creuar la Vanda hookeriana i la Vanda teres, dues plantes cultivades en gairebé tots els jardins de Singapur.
Alguns estudis recents han fet servir seqüències d'ADN de cloroplastos heretats per a determinar que el progenitor de la beina era P. teres var. andersonii i, per exclusió, el pol·len parental provenia de la P. hookeriana.